# Operación A Ultranza PY
La Operación A Ultranza PY es un operativo dirigido por la Secretaría Nacional Antidrogas del Paraguay (SENAD), que fue definido por la propia institución como “el mayor operativo contra el crimen organizado y lavado de dinero” en el país. Fue lanzado el 22 de febrero de 2022 y ha logrado récords históricos en Paraguay y la región en incautación de drogas y bienes vinculados al lavado de activos.

## Antecedentes y cooperación internacional
La Operación A Ultranza PY fue gestada por las autoridades de la Secretaría Nacional Antidrogas en respuesta a una larga línea de investigación internacional que comenzó en el año 2019 y reunió los esfuerzos cooperativos de numerosas instituciones del Paraguay, los Estados Unidos, la Unión Europea y Uruguay. Entre estas se cuentan:
- La Unidad de Investigación Sensitiva (SIU) de la SENAD (Paraguay)
- El Ministerio Público del Paraguay
- La Dirección Nacional de Aduanas del Paraguay
- La Drug Enforcement Administration (DEA) de los Estados Unidos
- Agencias investigativas de la Europol (Unión Europea)
- La Dirección General de Represión del Tráfico Ilícito de Drogas (DGRTID) de la Policía Nacional de Uruguay

Esa línea de investigación dio como resultado el descubrimiento de un extenso esquema de organizaciones criminales con operativas en varios países de América del Sur, y cuya finalidad principal era la exportación de cocaína hacia numerosas naciones de África y Europa.
En total estas investigaciones que antecedieron al lanzamiento de la Operación A Ultranza PY incautaron 21.029 kilogramos de clorhidrato de cocaína. En detalle, esta cifra se conformó por las siguientes capturas:
- 1.131 kilogramos camuflados en sacos de harina de soja, el 18 de junio de 2020 en el Puerto de Amberes, Bélgica.
- 10.964 kilogramos camuflados entre cargamentos de cuero azul, el 2 de abril de 2021, también en el Puerto de Amberes, Bélgica.
- 4.174 kilogramos camuflados en sacos de harina de soja, el 30 de octubre de 2021 en el Puerto de Róterdam, Países Bajos.
- 1.344 kilogramos incautados el 24 de febrero de 2021 en la Estancia “El Tigre”, en el departamento de Alto Paraguay, Paraguay.
- 3.416 kilogramos incautados el 27 de julio de 2021, en la ciudad de Fernando de la Mora, departamento Central, Paraguay.[1]

La coordinación entre estas instituciones de carácter internacional y nacional sería clave para el lanzamiento de la Operación A Ultranza PY. Asimismo, se destacó la colaboración de la Dirección Nacional de Aduanas del Paraguay en procedimientos que sentaron antecedentes para la operación, como lo fue la Operación Conexión España.

## Ejecución y logros
La primera fase de la Operación A Ultranza PY se lanzó oficialmente el día martes 2 de febrero de 2022,con la ejecución de más de cien allanamientos simultáneos en distintos puntos del territorio paraguayo, entre ellos San Pedro, Asunción, Luque, Mariano Roque Alonso e Itauguá.

### Detenciones e incautaciones
Como resultado de esos allanamientos se logró la detención de 30 personas que venían siendo investigadas, y la incautación de bienes patrimoniales valuados en un total de 100 millones de dólares americanos. Estos bienes fueron 71 inmuebles y depósitos, un complejo deportivo, un hangar aeroportuario, nueve establecimientos ganaderos, 6.000 cabezas de ganado, 41 tractores y otras nueve maquinarias agrícolas, treinta camiones, cinco armas de fuego, 48 motocicletas, 27 automóviles de alta gama, siete embarcaciones, un helicóptero y trece aeronaves.
Las aeronaves incautadas fueron: una avioneta ZP-TZM, modelo 172 M Cessna, una avioneta ZP-3WM balon 58 Cessna, una avioneta M4781F, modelo P2069, una avioneta ZP-BYA Cessna, una avioneta ZP-TXB, una avioneta ZP-BKT, una avioneta ZP-BNO, una avioneta ZP-BJW y una avioneta ZP-BBC.
En primera instancia, entre los detenidos se identificó a Alberto Koube Ayala, Fátima Koube Ayala, Masi Job Von Zastrow, Luis Fernando Sebriani González, Liz Fabiola Taboada Gamarra, María Noelia Colmán Alarcón y Conrado Ramón Insfrán. El director de la Dirección Nacional de Contrataciones Públicas DNCP, Pablo Seitz, confirmó luego a la prensa que Alberto Koube estaba vinculado a la empresa Grupo Tapiracuai S.A., proveedora del Estado del Paraguay.
Los operativos coordinados permitieron confirmar lo que las investigaciones previas señalaban acerca de la red criminal que operaba en el Paraguay para proveer parte de la logística internacional del transporte de sustancias ilícitas, y a su vez realizar la introducción de dineros “sucios” al sistema financiero legal, blanqueando los capitales generados de forma delictiva.
En consecuencia también se pudo profundizar en el conocimiento del organigrama criminal con el que estas personas operaban para recibir, transportar, acopiar y ocultar las drogas ilegales entre mercaderías permitidas. Esto amplió la cantidad de personas y empresas involucradas en el lavado de activos, testaferros y sociedades de falsa bandera, con lo que se logró continuar adelante con la investigación para aportar nueva información a las instituciones internacionales que colaboraron con la Operación.

## Participación del fiscal Marcelo Pecci
Fue el último operativo dirigido por el fiscal Marcelo Pecci, quien fuera asesinado por sicarios el 10 de mayo de 2022 durante su luna de miel en Cartagena, Colombia.